# Civilization IV: Colonization
Civilization IV: Colonization – remake gry Colonization z 1994 roku, oparty na grze Civilization IV. Podobnie jak w wersji z 1994 r., gracze mają do dyspozycji cztery cywilizacje: Anglię, Francję, Hiszpanię oraz Holandię, którymi muszą skolonizować Nowy Świat. Ostatecznym celem gry jest budowa kolonii i ogłoszenie niepodległości nowego państwa. Civilization IV: Colonization zostało wydane na platformę Windows w USA 22 września 2008. Premiera w Polsce odbyła się 7 listopada 2008.

## Rozgrywka
Podobnie jak w oryginalnym Colonization, gracze muszą negocjować z tubylcami, kolonistami z innych krajów, i własnym krajem, w celu rozwijania swoich kolonii. Gracze ponadto rekrutują ojców-założycieli, którzy będą mieli wpływ na rozwój wydarzeń. Gra zawiera również tryb gry wieloosobowej. Podobnie jak w oryginalnej grze wybór nacji będzie miał znaczenie w grze. Angielscy osadnicy mają bonus imigracyjny. Francuzi mają lepsze stosunki z tubylcami. Hiszpanie mają bonus konkwistadorski, zaś Holendrzy mają możliwość kupna i sprzedaży dóbr i surowców w Europie po bardziej stabilnych cenach. Oprócz tego każdy z ośmiu liderów ma dodatkową cechę, która wpływa na rozgrywkę.

### Surowce
Podstawowym elementem gry jest wytwarzanie surowców oraz dóbr finalnych. Gracz może kupować i sprzedawać surowce i dobra zarówno Europie jak i tubylcom oraz innym koloniom. W grze występują następujące surowce (w nawiasie oryginalna nazwa surowca):
- Żywność (food),
- Drewno (lumber),
- Srebro (silver),
- Bawełna (cotton),
- Futra (fur),
- Cukier (suggar),
- Tytoń (tobacoo),
- Ruda metalu (ore),

### Dobra finalne
Z każdego surowca (poza srebrem) można wytworzyć dobra (goods):
- Ubrania (cloth) – wytwarzane z bawełny,
- Płaszcze (coats) – wytwarzane z futer,
- Rum – wytwarzany z cukru,
- Cygara (cigars) – wytwarzane z tytoniu,
- Narzędzia (tools) – wytwarzane z rudy metalu,
- Bronie (guns) – wytwarzana z narzędzi,
- Konie (horses) – hodowane dzięki posiadaniu żywności,
- Dobra handlowe (trade goods) – niewytwarzane w koloniach, można je tylko kupować i sprzedawać.

### Rynki zbytu, wymiana dóbr, współpraca z Europą
Ceny surowców i dóbr finalnych są zależne od kontrahentów. W Europie obowiązuje wyższa cena kupna dobra oraz niższa cena sprzedaży. Każda osada tubylców ogłasza jakie dobro chce nabyć w danym czasie – gwarantując na nie popyt (na ogół po korzystniejszej cenie niż ta obowiązująca w Europie). W grze niemożliwa jest wymiana barterowa, dobra muszą być kupowane za pieniądze. Ceny w Europie podczas rozgrywki mogą spadać (przy dużej podaży towaru) i wzrastać (przy dużym popycie). Gracz w Europie może handlować tylko ze swoim królestwem. Król danego państwa w trakcie gry stopniowo podnosi podatki, za każdym razem gracz może albo zaakceptować nową stawkę podatku albo ją odrzucić. Odrzucenie nowego podatku oznacza zakaz kupna i sprzedaży jednego surowca (lub dobra finalnego) na terenie Europy. Podatek odnosi się tylko do transakcji sprzedaży na terenie Europy. Poza podnoszeniem podatków król może żądać zapłaty określonych sum pieniędzy. Przy każdym żądaniu gracz może albo zapłacić albo odmówić płatności (co powoduje pogorszenie stosunków z monarchą).

### Rdzenni mieszkańcy
W grze występuje osiem plemion rdzennych mieszkańców (w nawiasie nazwa oryginalna):
1. Apacze (Apache)
2. Arawakowie
3. Aztekowie (Aztec)
4. Cherokee
5. Inkowie (Inca)
6. Irokezi (Iroquois)
7. Tupi

Rdzenni mieszkańcy mogą oferować kolonii dary w postaci surowców. Każda wioska specjalizuje się również w jednym z kilku podstawowych typów zawodów (np. farmer, rybak, plantator cukru). Gracz może zakładać we wioskach rdzennych mieszkańców misje chrześcijańskie, dzięki którym możliwe jest pozyskanie natywnych mieszkańców do współpracy z kolonią. Dodatkowo wioski mogą oferować (podczas pierwszego kontaktu z przedstawicielem kolonii) dary pieniężne. Jeżeli gracz decyduje się na budowę osady niedaleko wiosek rdzennych mieszkańców jest proszony przez wodza o wykup ziemi. Plemiona mogą również wypowiadać wojny, jak również pomóc bronić kolonię przed najazdem macierzystego państwa (w momencie ogłoszenia przez kolonię niepodległości). Nieopodal wiosek mogą się również znajdować zakopane skarby (pełniące podobną role jak chaty z Civilization IV).

## Silnik gry
Gra działa na zaktualizowanej wersji silnika Civilization IV. Poprawiona została grafika, usprawniony kod oraz został przebudowany interfejs gry. W związku z tymi ulepszeniami gra wymaga kart graficznych, które obsługują shader w wersji 1.1.

## Krytyka
Krytycy zwracają uwagę na następujące elementy gry:
- Tylko jeden możliwy sposób zwycięstwa – poprzez deklarację niepodległości i obronienie kolonii[9]. W Civilization IV gracz mógł zwyciężyć na kilka sposobów (między innymi poprzez budowę stacji kosmicznej lub dominację kulturową).
- Możliwość gry tylko czterema państwami (Anglia, Francja, Niderlandy oraz Hiszpania)[10]. W Civilization IV[11] gracz mógł grać jedną z 18 cywilizacji.
- Brak Portugalii, pomimo iż cywilizacja została wprowadzona w dodatku do gry Civilization IV: Beyond the Sword.
- Brak możliwości wynalezienia nowych technologii, niezależnie od rozwoju kolonii oraz upływającego czasu gracz ma ciągle dostęp do tych samych budynków oraz jednostek[12].
- Ograniczony czas gry.

## Odbiór gry
Polski serwis GRY-OnLine ocenił grę na 8.5 w skali 10 punktowej. Z kolei serwis Gry.wp.pl przyznał ocenę „dobrą” dając 7.2 punkty (na 10).